# I Want to See the Bright Lights Tonight
I Want to See the Bright Lights Tonight är ett musikalbum av Richard and Linda Thompson som gavs ut 1974 av skivbolaget Island Records. Albumet fick vid lanseringen inte särskilt mycket uppmärksamhet och blev inte någon försäljningsframgång. Rolling Stone har senare beskrivit albumet som ett tidlöst mästerverk utan svaga låtar. Det togs också med i magasinets lista The 500 Greatest Albums of All Time på plats 471.

## Låtlista
(alla låtar komponerade av Richard Thompson)
1. "When I Get to the Border" - 3:26
2. "The Calvary Cross" - 3:51
3. "Withered and Died" - 3:24
4. "I Want to See the Bright Lights Tonight" - 3:07
5. "Down Where the Drunkards Roll" - 4:05
6. "We Sing Hallelujah" - 2:49
7. "Has He Got a Friend for Me" - 3:32
8. "The Little Beggar Girl" - 3:24
9. "The End of the Rainbow" - 3:55
10. "The Great Valerio" - 5:22